# Posteuptychia mycalesoides
Posteuptychia mycalesoides är en fjärilsart som beskrevs av Felder 1867. Posteuptychia mycalesoides ingår i släktet Posteuptychia och familjen praktfjärilar. Inga underarter finns listade i Catalogue of Life.